# Такахаси, Сётэй
Сётэй Такахаси (имя при рождении Хироаки, 1871—1945) — японский художник, представитель школы син-ханга. 

## Биография
Хироаки Такахаси (Мацумото) родился в Токио, Япония, в 1871 году. Будучи молодым художником, он получил псевдоним Сётэй от своего дяди, Мацумото Фуко, под чьим руководством он учился. Когда Сётэю было 16 лет, он начал работать в департаменте иностранных дел императорского двора, где копировал образцы иностранных церемониальных предметов. Как и многие японские художники-ксилографы, на протяжении своей жизни он подписывал свои работы различными именами и работал в нескольких издательских компаниях. После изучения искусства Сётэй и Тэрадзаки Когэ в 1889 году основали японское Молодежное общество живописи. В 1907 году, будучи успешным художником, он был нанят издателем Сэдзабуро Ватанабэ для участия в художественном движении син-ханга («новые гравюры»). Ватанабэ помог удовлетворить западный спрос на гравюры укиё-э на дереве, которые были бы похожи на знакомые европейцам работы исторических мастеров этого жанра, включая Хиросигэ.
В 1923 году Великое землетрясение Канто (и последовавший за ним пожар) разрушило издательство Ватанабэ; в том числе доски для гравюр школы син-ханга. Однако, Сётэй воссоздал доски, погибшие во время Великого землетрясения в Канто, а также продолжал производить новые. Сётэй умер от пневмонии 11 февраля 1945 года. Поскольку Ватанабэ производил произведения искусства для западных коллекционеров, в западных музеях, включая Музей изящных искусств в Бостоне, штат Массачусетс, есть многочисленные экземпляры гравюр Сётэя.

## Галерея

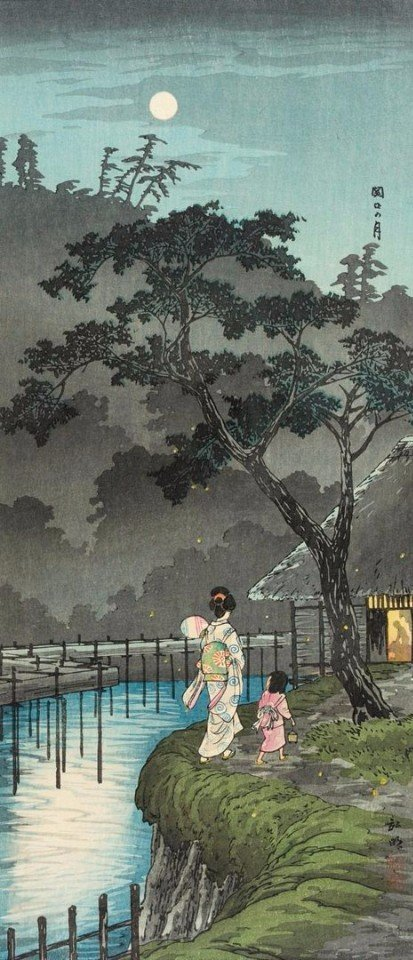
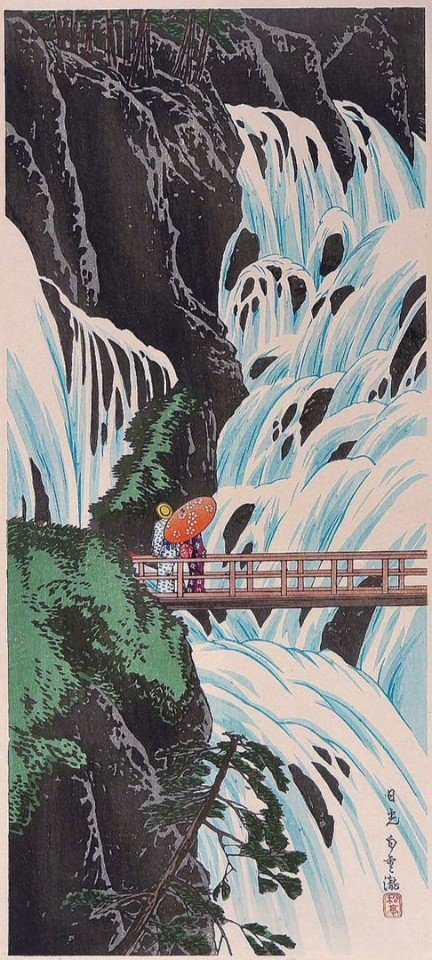
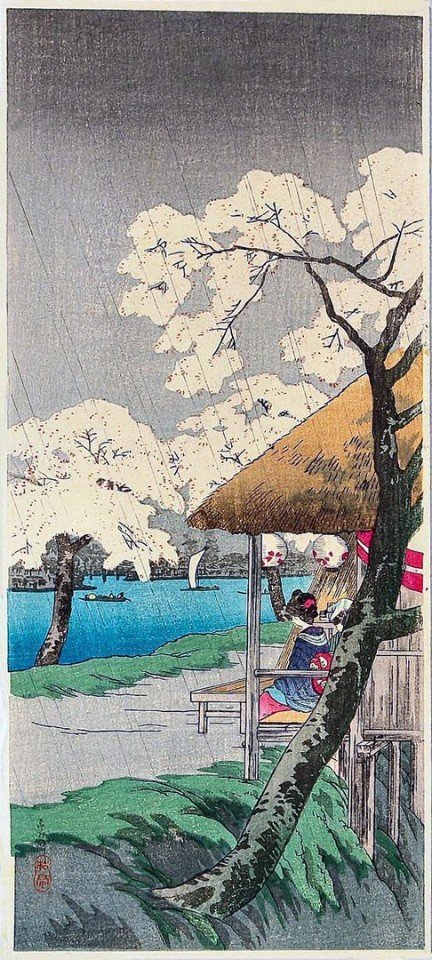
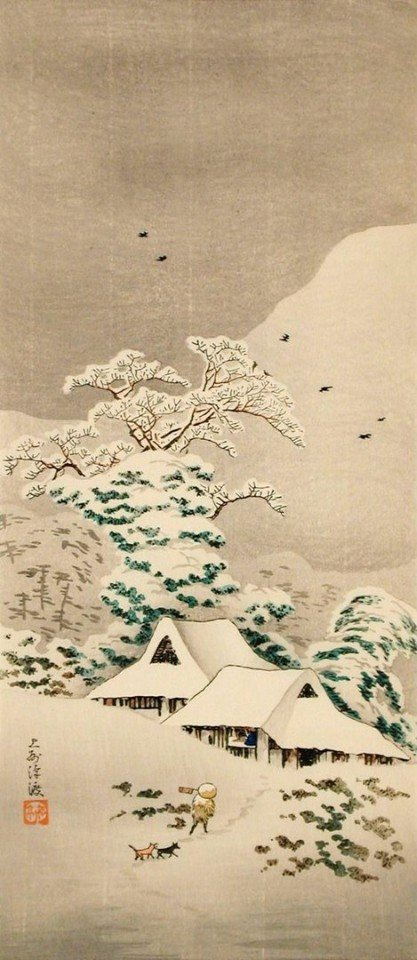
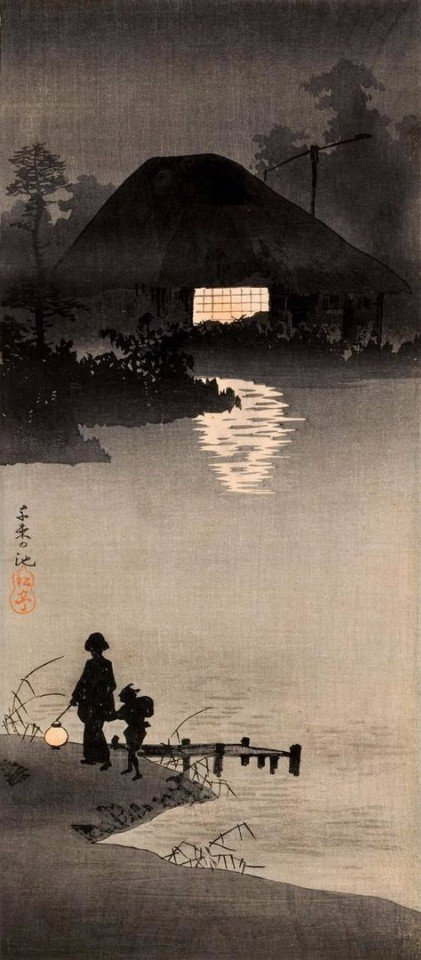
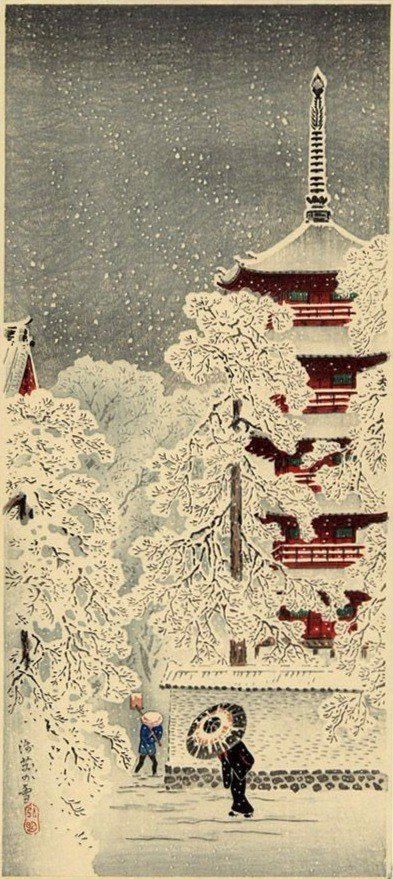
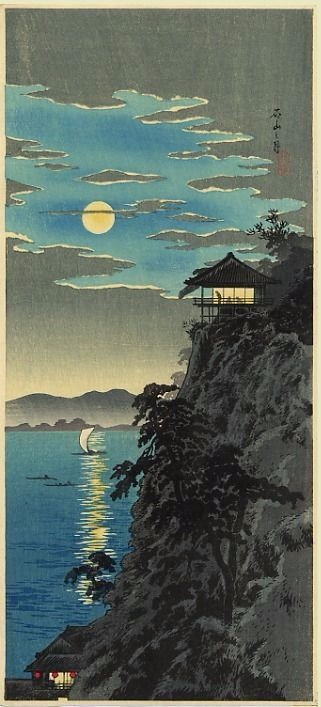
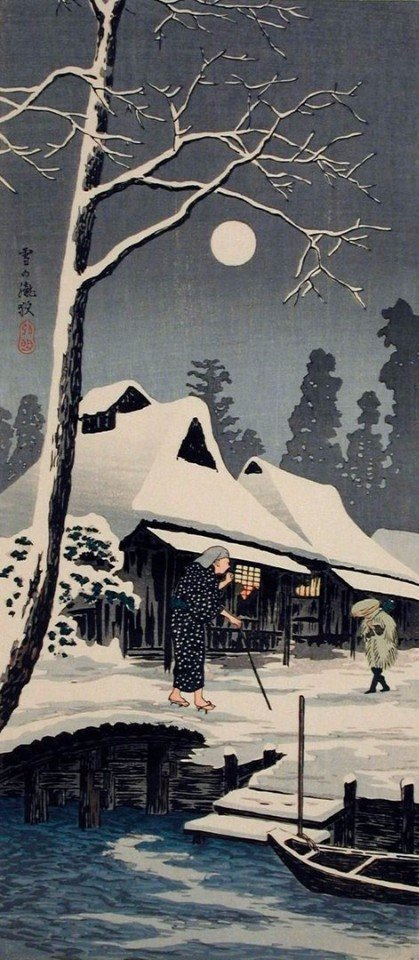
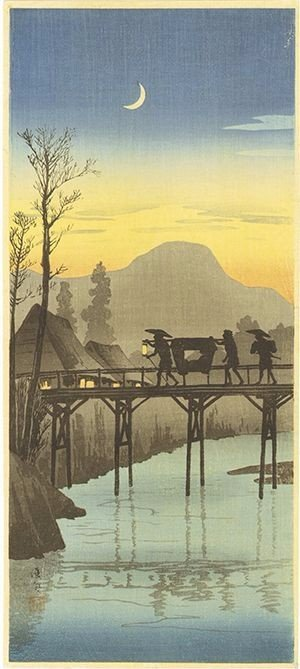
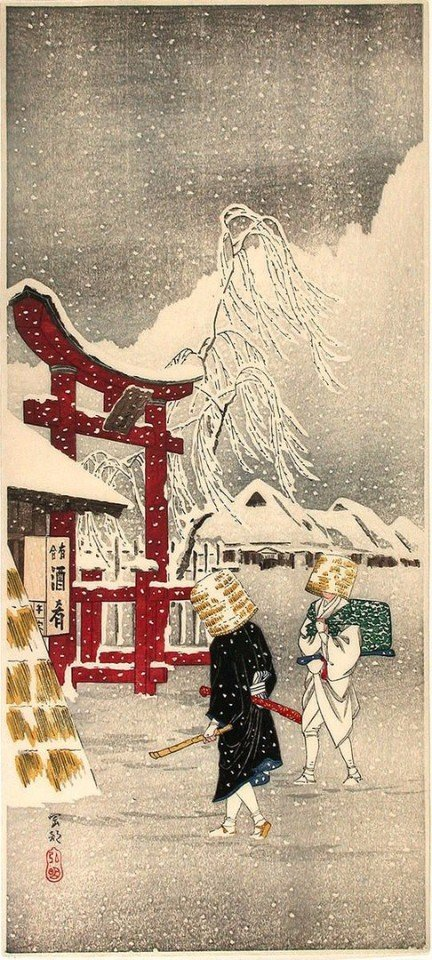